# كلارنس أدلر
كلارنس أدلر (بالإنجليزية: Clarence Adler)‏ هو عازف بيانو أمريكي، ولد في 10 مارس 1886 في سينسيناتي في الولايات المتحدة، وتوفي في 24 ديسمبر 1969 في نيويورك في الولايات المتحدة.